# Bavlinskij rajon
Il Bavlinskij rajon (in russo  Бавлинский район?, in tataro: Баулы районы) è un municipal'nyj rajon della Repubblica Autonoma del Tatarstan, in Russia. Istituito il 10 agosto 1930, occupa una superficie di 1 222,85 chilometri quadrati, conta 33 581 abitanti ed è suddiviso in una città e 13 comuni rurali. Il capoluogo è la città di Bavly.